# Sony Pictures
Sony Pictures Entertainment, Inc. (SPE) es una distribuidora y productora cinematográfica estadounidense subsidiaria de Sony Corporation, un conglomerado de tecnología multinacional y medios de comunicación con sede en Japón. En 2010, se informó que sus ventas habían sido de $7200 millones.
Sony Pictures es miembro de la Motion Picture Association (MPA).
Algunas de las franquicias cinematográficas de Sony Pictures incluyen: The Karate Kid, Los cazafantasmas, Spider-Man, Jumanji, Stuart Little, Men in Black, Zombieland, Underworld, el Universo Spider-Man de Sony, Robert Langdon, Los Pitufos (a través de Peyo), Sniper, Hotel Transylvania, Bad Boys, Cloudy with a Chance of Meatballs, y Charlie's Angels.

## Historia
El 10 de noviembre de 1987, el conglomerado japonés Sony adquirió la productora de cine y televisión Columbia Pictures Entertainment, Inc. (una compañía productora de cine y televisión estadounidense que poseía Columbia Pictures, TriStar Pictures, y otras compañías) de The Coca-Cola Company por $3,400,000,000. Sony también adquirió la Guber-Peters Entertainment Company (anteriormente Barris Industries, Inc.) por $20,000,000 cuando Sony contrató a Peter Guber y Jon Peters para dirigir CPE, y el presidente de la compañía fue Norio Ohga, que entonces sirvió como el presidente de Sony. La compañía recibió el nombre de Sony Pictures Entertainment el 7 de agosto de 1991.
Sony ha entonces creado muchas otras unidades para la producción y distribución de películas, como en la creación de Sony Pictures Classics para ensayos de arte, la formación de Columbia TriStar Pictures (también conocida como la Columbia TriStar Motion Picture Group) mediante la fusión de Columbia Pictures y TriStar Pictures en 1998, y la revitalización de Screen Gems, una división anterior de Columbia para la televisión; e incrementó su crecimiento el 8 de abril de 2005, cuando un consorcio liderado por Sony y sus socios de capital adquirió Metro-Goldwyn-Mayer, un estudio legendario de Hollywood, en un acuerdo por valor de casi $5,000,000,000.
En efecto, esto volvió a unir el nombre del estudio MGM con el lote del estudio principal de MGM, aunque de manera algo confusa, la mayor parte de la biblioteca original de MGM anterior a mayo de 1986 terminó en Time Warner a través de las actas de Ted Turner-Kirk Kerkorian "Turner Entertainment Co.. La biblioteca de MGM posterior a abril de 1986 consiste en adquisiciones de varias bibliotecas de terceros, como el catálogo de Orion Pictures, lo que llevó a la nueva versión de RoboCop de MGM en 2014.
El 4 de junio de 2008, el grupo de propiedad absoluta de SPE, 2JS Productions BV, adquirió la productora holandesa 2waytraffic NV, famosa por Who Wants to Be a Millionaire?, adquirida a la productora original Celador, y You Are What You Eat por £114,3 millones ($223,2 millones en dólares estadounidenses).
En 2011, se violó la red informática de Sony Pictures y se filtró aproximadamente un millón de cuentas de usuario asociadas con el sitio web SonyPictures.com.
El 18 de noviembre de 2012, Sony Pictures anunció que había superado los $4 mil millones con el éxito de los estrenos: Skyfall, The Amazing Spider-Man, 21 Jump Street, Men in Black 3, Hotel Transylvania, Underworld: Awakening, The Vow y Resident Evil: Retribution. El 21 de noviembre de 2013, SPE y el director ejecutivo de Sony Entertainment, Michael Lynton, anunciaron que SPE cambiará el énfasis de las películas a la televisión recortando su lista de películas de 2014. También se anunció el mismo día que habrá más secuelas y spin-offs de Spider-Man, aunque el 10 de febrero de 2015, Sony Pictures finalmente firmó un acuerdo con Marvel Studios de Disney para permitir que Spider-Man apareciera en Universo cinematográfico de Marvel, comenzando con Capitán América: Civil War, antes de aparecer en Spider-Man: Homecoming, que se estrenó el 7 de julio de 2017. El acuerdo también permitió a Sony distribuir y tener control creativo en cualquier película del UCM donde Spider-Man es el personaje principal (como Homecoming y su secuela Spider-Man: lejos de casa), mientras que Disney distribuirá películas del UCM donde aparece Spider-Man, sin ser el personaje principal.
El 22 de enero de 2014, SPE incorporó su unidad de tecnología a los distintos núcleos de sus negocios. En abril, Sony Pictures concertó un acuerdo de financiación de películas por valor de 200 millones de dólares con LStar Capital, la empresa crediticia de Lone Star Capital y Citibank, la mitad en deuda y la otra en capital para financiar la mayor parte de la lista de películas de SPE durante varios años. SPE estaba considerando originalmente un acuerdo de $300 millones con Blue Anchor Entertainment, liderado por el socio de Bloom Hergott, John LaViolette y el ex banquero de inversión y productor Joseph M. Singer, y respaldado por Longhorn Capital Management y Deutsche Bank, que fue retrasado por asuntos regulatorios.
Como resultado de la revaluación de los activos de los negocios de producciones de películas y televisión (costos de películas capitalizados, incluido el valor de la biblioteca de películas registrado principalmente en la adquisición de CPE en 1989), Sony registró un cargo por deterioro del fondo de comercio no monetario de $962 millones en SPE en el tercer trimestre de 2016.
El 3 de julio de 2018, Sony subió accidentalmente la película Khali the Killer en YouTube en su totalidad. La película permaneció en línea durante varias horas antes de ser retirada.
En noviembre de 2019, Sony compró la participación restante del 42% en GSN de AT&T, colocándola bajo la dirección de su división de televisión. En abril de 2021, Sony firmó un acuerdo de primera vista con Netflix, lo que le permite al servicio de streaming presentar sus películas después de sus presentaciones en cines y estrenos de medios domésticos. Ese mismo mes, la compañía también celebró un acuerdo de licencia de varios años con The Walt Disney Company para que sus películas se transmitieran a través de las plataformas lineales y de transmisión de Disney, incluidas Disney+ y Hulu.Mientras tanto en Latinoamérica el acuerdo de primera vista fue con Warner Bros. Discovery para que sus películas se añadieran al catálogo de Max (en ese entonces HBO Max) unos meses después de su estreno en cines por un periodo de tiempo.

## Ciberataque de 2014
En noviembre de 2014, la red informática de Sony Pictures se vio comprometida por un grupo de piratas informáticos llamados Guardianes de la Paz (Guardians of Peace), que desactivó muchas computadoras. Más tarde, esa misma semana, se filtraron cinco de las películas de Sony Pictures, incluidas algunas que aún no se han publicado (como Fury y Annie), así como datos confidenciales sobre 47.000 empleados actuales y anteriores de Sony. El historiador de cine Wheeler Winston Dixon sugirió que el ciberataque, que expuso el funcionamiento interno del estudio, "no era una imagen bonita" y sirvió como una "llamada de atención a toda la industria". El ciberataque también reveló algunos otros documentos, correos electrónicos entre magnates de Hollywood que se refieren a los gustos cinematográficos de Barack Obama, una posible asociación con Marvel Studios para la inclusión del superhéroe Spider-Man en Capitán América: Civil War, que luego se confirmó en febrero de 2015, entre otros. El 16 de diciembre, los piratas informáticos emitieron una advertencia a los cinéfilos, amenazando con atacar a cualquiera que viera The Interview durante las vacaciones e instando a la gente a "recordar el 11 de septiembre de 2001". El 17 de diciembre de 2014, Sony canceló el estreno de The Interview previamente planeado para el 25 de diciembre en respuesta a las amenazas de los piratas informáticos.
El 24 de febrero de 2015, Tom Rothman fue nombrado presidente del grupo cinematográfico de SPE para reemplazar a Amy Pascal.
El 16 de abril de 2015, WikiLeaks publicó más de 30.287 documentos, 173.132 correos electrónicos y 2.200 direcciones de correo electrónico corporativas de los empleados de Sony Pictures. WikiLeaks dijo en un comunicado de prensa que el contenido de las filtraciones era "de interés periodístico y estaba en el centro de un conflicto geopolítico" y pertenecía "al dominio público". Sony Pictures condenó más tarde el ciberataque y las filtraciones posteriores, calificándolo de "acto criminal malicioso", al tiempo que criticaba a WikiLeaks por describir el contenido filtrado como dominio público.
Seth Rogen ha expresado sus dudas de que Corea del Norte sea responsable del hackeo de Sony en 2014. Sobre la base de la cronología de los eventos y la cantidad de información pirateada, cree que la piratería pudo haber sido realizada por un empleado de Sony.

## Estructura corporativa
Con sede en Culver City, California, Estados Unidos, SPE comprende varios estudios y marcas de entretenimiento, incluidas Columbia Pictures, Screen Gems, TriStar Pictures y GSN.

### Equipo directivo superior
- Anthony Vinciquerra: presidente y CEO de Sony Pictures Entertainment
- Tom Rothman: presidente, Sony Pictures Motion Picture Group[39]

### Películas y medios domésticos

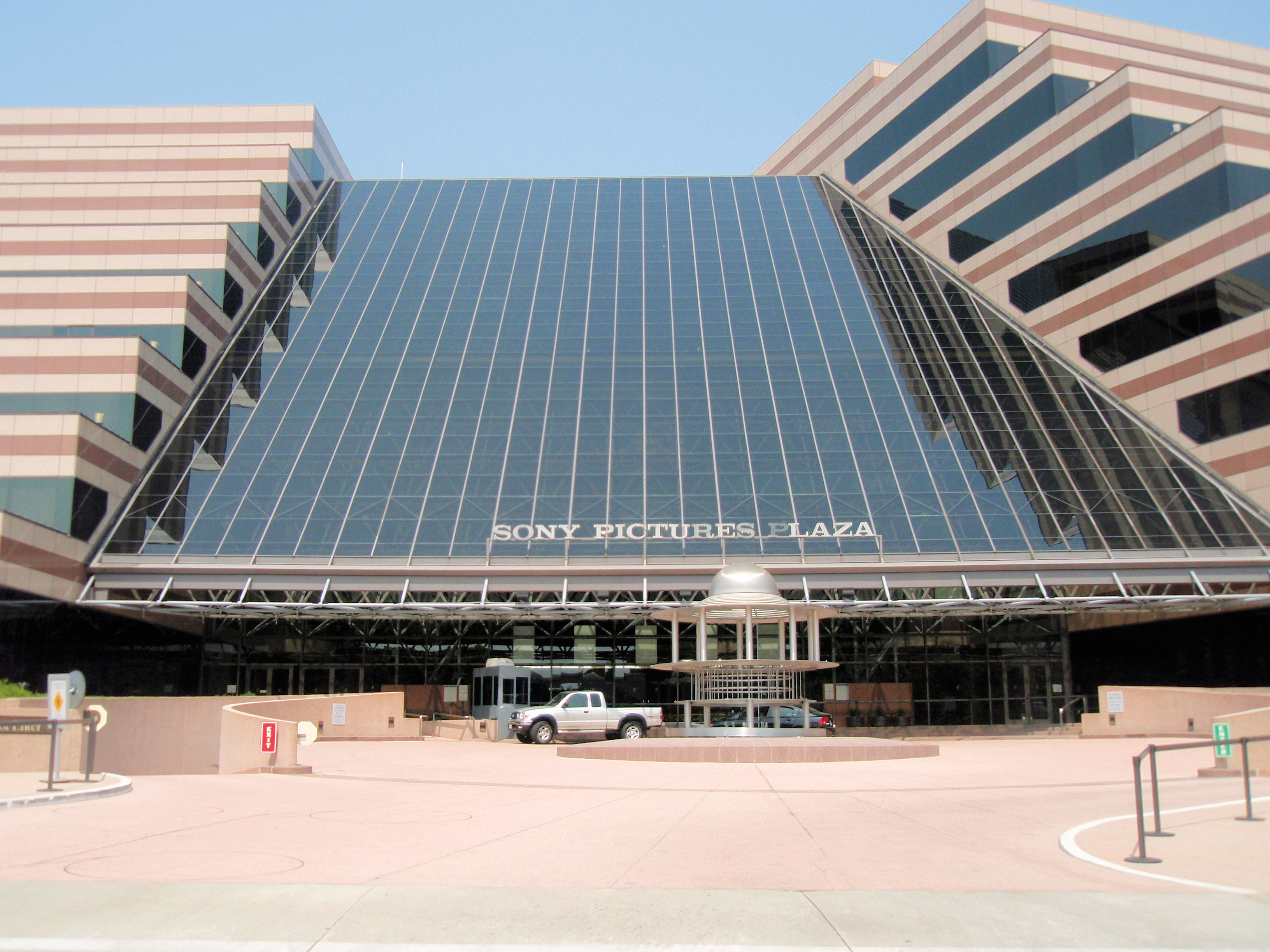
Sony Pictures Plaza en Culver City, California.

- Sony Pictures Motion Picture Group: anteriormente, Columbia TriStar Motion Picture Group: Con una biblioteca de más que 4,000 películas (entre ellos 12 ganadores del Óscar a la mejor película), a partir de 2004 esta unidad de Sony distribuye alrededor de 22 películas por año bajo sus diversas marcas de estudios en 67 países.[2] El grupo es propietario de instalaciones de estudios en los Estados Unidos, Hong Kong, España, México, Reino Unido, Brasil, y Japón. Además de las marcas de propiedad de la empresa que aparecen a continuación, Sony Pictures también tiene un contrato para distribuir películas selectas de Metro-Goldwyn-Mayer y United Artists.
  - Columbia Pictures: Fundada en 1924 por Harry Cohn, Sony adquirió el estudio en 1989 de The Coca-Cola Company por $3,400,000,000.[4][5]
  - TriStar Pictures: Formada en 1982 como una empresa conjunta entre Columbia Pictures, HBO, y Columbia Broadcasting System (CBS). Pasó a formar parte de The Coca-Cola Company en diciembre de 1987 y fue adquirida por SPE en 1989. Fue relanzada en 2003 como una unidad de comercialización y  adquisiciones que se especializa en el género y películas independientes.
    - TriStar Productions: una empresa conjunta entre Thomas Rothman y SPE.

  - Screen Gems: Originalmente la división para animación de Columbia, posteriormente se convirtió en una compañía para producción de televisión conocida para Bewitched y The Partridge Family, así como la introducción de la serie de cortometrajes Los tres chiflados a la televisión en 1958. Sony revivió la marca de Screen Gems para desarrollar películas de precio mediado (con presupuestos de producción de entre $20,000,000 y $50,000,000) en tales géneros determinados como ciencia ficción, cine de terror, cine negro, y películas de franquicia.
  - Sony Pictures Imageworks
  - Sony Pictures Animation
  - Sony Pictures Classics (SPC): Especializa en la adquisición de derechos para distribución a estudios del cine independiente y del cine arte, así como la producción de películas de menor presupuesto dirigidas a un público limitado.[2]
  - 3000 Pictures
  - Sony Pictures Releasing: Fundada en 1994[40] como sucesora de Triumph Releasing Corporation. La unidad se encarga de la distribución, el marketing y la promoción de películas producidas por Sony Pictures Entertainment; incluidos Columbia Pictures, TriStar Pictures, Screen Gems, Sony Pictures Classics, entre otros.1
    - Sony Pictures Releasing International (anteriormente Columbia TriStar Film Distributors International)
      - Sony Pictures India: Una instalación de producción establecida por Sony para estrenar películas indias y distribuir películas de Hollywood, estrenadas bajo Columbia Pictures.

  - Sony Pictures Home Entertainment: fundada en 1978 como Columbia Pictures Home Entertainment. Actualmente fabrica y distribuye las bibliotecas de películas y televisión de Sony en Blu-ray, Ultra HD Blu-ray, 3D Blu-ray, DVD y descarga digital.
    - Sony Wonder: el antiguo sello para niños y familiares de Sony Music Entertainment que se trasladó a SPHE el 21 de junio de 2007.
    - Genius Brands (participación minoritaria)

  - Sony Pictures Worldwide Acquisitions Group (SPWA): una división de Sony que adquiere y produce alrededor de 60 películas por año para una amplia variedad de plataformas de distribución, especialmente para los mercados no teatrales. Se había llamado Worldwide SPE Acquisitions, Inc. hasta septiembre de 2010.
    - Destination Films: Una compañía de películas que actualmente se especializa en películas de terror de acción, suspenso, ciencia ficción, nicho y de gama baja a media, comprada por Sony en 2001.
    - Stage 6 Films: Un sello directo a video creado en 2007. También estrena algunas películas en cines.
    - Affirm Films: un sello cinematográfico lanzado en 2008 para estrenar películas cristianas y del evangelio.

#### Afiliados
MGM Holdings, Inc. (MGM):
- MGM es una compañía estadounidense para los medios de comunicación, que participa en la producción y distribución de películas y programas de televisión. Sus unidades operativas incluyen Metro-Goldwyn-Mayer Studios, Metro-Goldwyn-Mayer Pictures, United Artists (UA), Orion Pictures, MGM Television, MGM Home Entertainment, y otros.

- El 8 de abril de 2005, un consorcio liderado por Sony, Comcast, y sus socios de capital adquirió el estudio legendario de Hollywood en un acuerdo finalizado, por un valor de casi $5,000,000,000.[8][42] La propiedad de MGM es la siguiente: Providence Equity Partners (29%), TPG Capital, L.P. (anteriormente Texas Pacific Group) (21%), Sony Corporation of America (20%), Comcast (20%), DLJ Merchant Banking Partners (7%) y Quadrangle Group (3%).

- Oficialmente, a diferencia de Columbia TriStar Motion Picture Group, Metro-Goldwyn-Mayer no es una parte de Sony Pictures Entertainment.[43][44][45][46] Sony posee el 20% del total de capital (que incluye el 45% del total de acciones comunes pendientes de pago), de MGM Holdings, Inc.

- MGM tiene acuerdos de funcionamiento con SPE con respecta a la distribución de la biblioteca de MGM y la coproducción de nuevas películas. En 2006, MGM terminó su acuerdo de distribución con SPE y trasladó su salida de vídeo doméstico de SPE a 20th Century Fox Home Entertainment (con excepción de las coproducciones de Columbia TriStar, MGM, y UA).[43]

### Televisión

#### Producción y distribución de EE. UU.

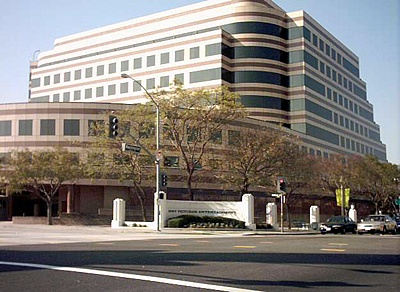
Edificio de Sony Pictures Entertainment en Culver City, California.

- Sony Pictures Television Group (anteriormente Columbia TriStar Television Group): El sucesor en interés a la división de televisión de Columbia (primera Screen Gems, más tarde Columbia Pictures Television, Coca-Cola Television, TriStar Television (una división de Columbia Pictures Television), y Columbia TriStar Television); a partir de 2004, la unidad estaba produciendo 60 programas para diversos puntos de venta de televisión a nivel mundial. Contiene una biblioteca que incluye más que 35,000 episodios de más de 270 series de televisión y 22,000 episodios de concursos bajo la marca Columbia TriStar Television, y los derechos de televisión a la biblioteca de Embassy Pictures (incluyendo El graduado y El león en invierno) y también el propietario de la marca de televisión "Embassy Television" - entre los más recientes programas notables en esta biblioteca son Seinfeld, The King of Queens, Days of Our Lives, y The Young and the Restless. Su anterior división de distribución internacional, Sony Pictures Television International, fue responsable de la distribución global de las propiedades de cine y televisión de SPE en todo el mundo. Anteriormente conocido como Columbia TriStar International Television de 1992 a 2002.
- Affirm Television: División de televisión de Affirm Films.[47]
- Embassy Row: una compañía de producción digital y de televisión de Michael Davies. SPT adquirió la empresa el 14 de enero de 2009.
- Funimation: Distribuidora de animes para el extranjero fundada el 9 de mayo de 1994 por Gen y Cindy Fukunaga. En 2017 Sony Pictures adquiere el 95% de la compañía, y el 24 de septiembre de 2019, Sony Pictures Television y Aniplex anunciaron que estaban consolidando sus negocios internacionales de transmisión de anime bajo una nueva empresa conjunta, Funimation Global Group, LLC., Con el gerente general de Funimation, Colin Decker, liderando la empresa conjunta. La empresa conjunta operaría bajo la marca de Funimation y permitiría a Funimation adquirir y distribuir títulos con las filiales de Aniplex Wakanim, Madman Anime Group y AnimeLab.[48]
- Gemstone Studios
- TriStar Television: Originalmente lanzado en 1986 y se incorporó a Columbia Pictures Television en 1988. Relanzado en 1991 y se convirtió en solo de nombre en 1999. Relanzado nuevamente en 2015 como un sello de producción dentro de SPT.

#### Producción internacional
- 2waytraffic: Adquirida por Sony en 2008, esta compañía para producción de televisión posee una serie de formatos, incluyendo más notablemente Who Wants to Be a Millionaire?.
- Blueprint Television: (participación pequeña)
- Electric Ray: fundada por Karl Warner con SPT en enero de 2014.[49]
- Floresta
- Huaso: empresa china de producción conjunta creada en 2004 por Sony Pictures Television International y Hua Long Film Digital Production Co., Ltd. del China Film Group en Beijing.[50]
- Centro de productores Lean-M: una productora rusa fundada en 2000 por Timur Weinstein y Oleg Osipov, a la que luego se unió Vyacheslav Murugov. En 2007, SPTI adquirió una participación mayoritaria en Lean-M, con un 16% adicional el 13 de abril de 2009[51] y el resto en 2010.
- Left Bank Pictures: una productora británica fundada por Andy Harries, Francis Hopkinson y Marigo Kehoe en 2007. Participación mayoritaria adquirida por SPT en 2012.
- Playmaker Media: una productora australiana adquirida por SPT en 2014.[52]
- Silvergate Media
- Estornino
- Stellify Media: una empresa conjunta entre SPT, Kieran Doherty y Matt Worthy lanzada en 2014 para Irlanda del Norte.[53]
- Teleset

#### Distribución internacional
- Funimation UK (anteriormente Manga Entertainment Ltd.): un distribuidor de anime. Funimation adquirió Manga Entertainment UK en 2019.[54]
- Madman Anime Group Pty. Ltd.: Un distribuidor de anime. Era parte de Madman Entertainment.
- Crunchyroll, distribuidor y plataforma de streaming enfocada al anime.

#### Canales de televisión

##### Estados Unidos
- Sony Movies
- Cine Sony
- Crunchyroll
- Game Show Network
- GetTV

##### Internacional
- AXN: Formada en 1997, AXN es el canal de televisión de entretenimiento de Sony, que se transmite en Japón, Asia, América Latina y Europa.
- Sony ONE: canal de televisión del sudeste asiático
- Sony Channel: canal de televisión del sudeste asiático
- Sony GEM: canal de televisión del sudeste asiático
- CSC Media Group: Adquirido por SPT en agosto de 2014.[55]
  - True Entertainment
  - Pop: de Reino Unido e Irlanda
  - Pop Max
  - Tiny Pop
  - Pop Player
  - GREAT! tv
  - GREAT! movies
  - GREAT! action
  - GREAT! myster
  - GREAT! comedy
  - GREAT! real
  - GREAT! player
  - True Movies 1
  - True Movies 2
- Sony Entertainment Television
  - Sony Movies Action
  - TruTV: de Reino Unido e Irlanda
- Viasat 3 y Viasat 6: Adquirido por SPT en febrero  de 2015 de Modern Times Group en Hungría.[56]

#### Otras operaciones de Sony Pictures
- Ghost Corps: Supervisa proyectos relacionados con la franquicia Cazafantasmas, incluidas películas, programas de televisión y merchandising.
- Madison Gate Records
- Sony Pictures Family Entertainment Group
- Sony Pictures Consumer Products
- Sony Pictures Interactive

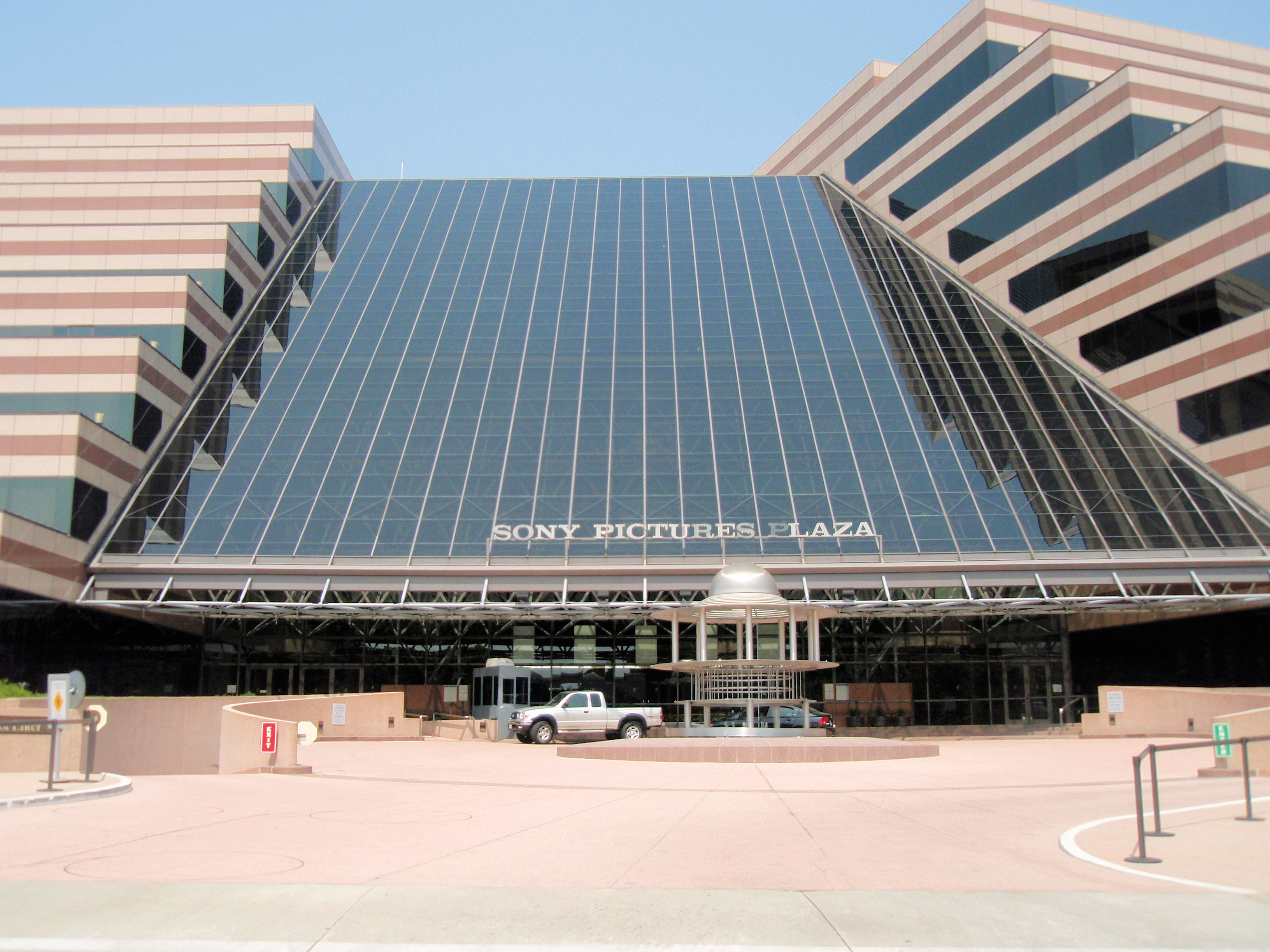
Sony Pictures Plaza en Culver City

- Sony Pictures Cable Ventures, Inc.
- Sony Pictures Studios: Los edificios físicos, el terreno y las propiedades del equipo para la realización de películas en Culver City, California. Incluye 22 escenarios de sonido, que varían en tamaño de 7,600 a 43,000 pies cuadrados (700 a 4,000 m2)
- Sony Pictures Plaza
- Sony Pictures Europe: oficinas ubicadas en 25 Golden Square, Londres, Inglaterra
- Sony Pictures Studios Post Production Facilities
- Worldwide Product Fulfillment

## Divisiones relacionadas con Sony Pictures
Las siguientes son otras divisiones de Sony Pictures que no son subsidiarias de Sony Pictures Entertainment, con sede en California, sino que son subsidiarias de la principal Sony Corporation con sede en Tokio.
- Sony Pictures Entertainment (Japón) (SPEJ): La compañía planifica, produce, fabrica, vende, importa, exporta, arrenda, emite, y distribuye películas, programas de televisión, vídeos, y software audiovisual en Japón. El sitio web de la compañía dice que fue establecida el 10 de febrero de 1984,[57] cinco años antes de la adquisición de Columbia Pictures Entertainment por Sony. SPEJ se formó en 1991 mediante la fusión de Columbia Tristar Japan, RCA Columbia Pictures Video Japan, y Japan International Enterprises.[58] La compañía tiene un sede en Tokio, Japón.
  - Sony Pictures Entertainment, con sede en California, posee una participación mayoritaria de SPEJ.[59][60]
  - Animax: Instituida en Japón por Sony en 1998, Animax es la red de televisión de anime más grande del mundo,[61] con sus respectivas redes que operan en Japón, Asia Oriental, Asia Sudoriental y anteriormente Asia Meridional, América del Sur, África y otras regiones.[62]
- Sony Pictures Digital Productions Inc. (SPDP): filial de Sony Corporation con sede en Japón.[63]
  - Sony Station
  - Sony Pictures Network
  - Sony Pictures Mobile
  - Sony Pictures Digital Networks
    - SPiN
    - SoapCity
    - Screenblast
    - Grupo de plataforma avanzada (APG)

  - Sony Pictures Networks India: filial de Sony Corporation con sede en la India.[64] Sony Entertainment Television y Sony SAB son sus principales marcas. También posee muchas otras empresas y marcas bajo la marca Sony.
  - Sony SAB
  - Sony Aath
  - Sony BBC Earth (empresa conjunta con BBC Worldwide)
  - Sony Entertainment Television
  - Sony ESPN (empresa conjunta con ESPN Inc.)
  - Sony Le Plex HD
  - Sony Max
  - Sony Max 2
  - Sony Pal
  - Sony Pix
  - Sony Rox HD
  - Sony Six
  - Sony Ten
  - Sony Wah
  - Sony Yay